# タイチ (プロレスラー)
タイチ（1980年3月19日 - ）は、日本の男性プロレスラー。YouTuber。新日本プロレス所属。北海道石狩市出身。血液型O型。

## 来歴

### 学生時代
- 中学の頃からのプロレスファンであり、一人でトレーニングを行っていた[1]。中学3年生の時に、札幌で行われたパンクラスの入門テストに合格したが、両親の反対により北海道岩見沢農業高等学校へ進学する[1]。
- 高校時代は道内きっての名門であったレスリング部に所属し、1997年、国体の北海道大会予選で二位の成績を納め、インターハイにも出場。
- 大学へ進学するも授業には出ずにパチンコ屋へ入り浸り、そのままアルバイト店員となって退学した[1]。

### 全日本プロレス時代
- 2001年、全日本プロレスが夏に開催した2泊3日の第1回BATTキャンプに参加し、コーチだった馳浩に入門を直訴。9月に全日本プロレスへ練習生見習いとして入門する。
- 2002年12月2日、1年で75kgから10kg増えたらデビューという条件だったが、欠場選手が続いたため、条件に満たないまま「石狩太一」として新潟・長岡市厚生会館大会にて土方隆司戦でデビューした。入場曲は北海道出身から松山千春の季節の中でが採用された。
- 2003年3月、天龍源一郎全日本プロレス退団まであと2試合のところで、シングルマッチが組まれた。
  - 全日本プロレスは他のカードを用意していたが、天龍本人の希望により初対戦となった。
  - 天龍サイドのセコンドには、何故か大仁田厚が20年以上前の全日本プロレスジャージを着て登場した。
  - 試合後天龍は「物足りなかったから、もう一回石狩太一と再戦したいね」とコメントした。
- 2004年2月、ジュニア戦線主要レスラーとして、大阪プロレス主催の『スーパーJカップ』全日本代表として出場。しかし、1回戦で大阪プロレスの村浜武洋に敗れた。
- 2005年2月、デビュー後から付き人を務めていた川田利明が退団する際、共に退団。後にその理由を「自分は川田さんの付き人であったため」と明かした。

### フリー時代
- 川田と共にフリーとして活動、多くの団体に登場する。
- 2005年9月1日、地元北海道札幌メディアパーク・スピカで世界ジュニアヘビー級王者TAKAみちのくに挑戦するも、敗れる[2]。
- 主戦場の一つであるハッスルでは、不遜かつ非常識な言動で控え室で先輩選手に怒られまくるキャラクターで注目を集め、「控え室のスーパースター」と呼ばれた。
- 後に川田が高田モンスター軍に寝返ってしまい、心を取り戻そうと愛憎師弟対決を4度行うが、全て返り討ちに遭った。
- 女子レスラー風の衣装と化粧を施し「石狩太子（たいこ）」のリングネームを使ったことがある。
- バラエティ色がどんどんエスカレートしたハッスルについていけなくなり、契約を自ら打ち切り離脱[1]。
- 旧友の宮本和志のいるキングスロードへ登場すると、団体解散後はしばらくZERO-ONE MAXに参戦した。

### 新日本プロレス時代
- 2006年
  - 6月、新日本プロレスの単発興行「WRESTLE LAND」に邪道・外道とトリオを組み、「北海道」のリングネームで出場[1]。
  - 7月8日にディファ有明で開催された総合格闘技イベント「MOVE ON! Kings!」で総合格闘技に初挑戦する予定であったが、腰のヘルニア悪化および右肩腱鎖関節損傷のため欠場した[3]。
  - 新日本プロレスに参戦し正規軍の一員として戦う。
- 2008年
  - TNAへミラノコレクションA.T.とともに遠征。
    - しかし、TNAでは一試合も試合をすることなく予定を早めて帰国をしたことが公式サイトで明らかになった。

  - 帰国後、ミラノの技・ロープパラダイスやギミックである透明犬（後に「ミケコ」と命名）を真似するようになり、ミラノとの抗争に発展しシングルマッチが2度組まれるがいずれも敗北。
  - 11月、犬猿の仲といわれたミラノと和解し、タッグチーム「ユニオーネ」を結成。同タッグとしてG1 TAG LEAGUEに初出場するも、一勝のみにとどまった。
- 2009年
  - 1月4日、レッスルキングダムIIIの第0試合に出場。同年より新日本プロレスの所属となった[1]。
  - 4月よりリングネームを「石狩太一」から「タイチ」へと改名。
  - 6月のBEST OF THE SUPER Jr.では2年ぶりに出場を果たした。
  - 6月20日、DOMINION6.20にて、IWGPジュニアタッグ王座の挑戦権を賭けて、Apollo 55（田口隆祐 & プリンス・デヴィット組）と対戦。「タイチ」コールを沸き起こす奮闘を展開したが、最後は田口のどどんでピンフォール負けを喫した。
  - 7月20日、月寒大会において王座奪還に成功したApollo 55の初防衛戦の相手としてIWGPジュニアタッグ王座に初挑戦するが、タイチのパートナーのミラノがピンフォールを奪われ、王座奪取はならなかった。
  - タイチのパートナーであるミラノが目の負傷で長期欠場した（後に引退）。
  - 11月下旬からは、金本浩二とタッグを結成した。

#### メキシコ遠征
- 2010年
  - 1月19日、CMLLへの長期遠征が発表された。
  - 2月15日、メキシコへ出発。
  - 19日(現地時間)にアレナメヒコ大会のセミファイナルに初登場し内藤哲也、レイ・メンドーサ・ジュニアと組んでストロングマン、ミステル・ニエブラ、マキシモ組と3本勝負で激突しストレート勝ちを収めた。
  - 3月21日、アレナコリセオ大会で対戦相手のラ・マスカラのマスクを剥いだことから因縁が勃発する。
  - 5月7日、棚橋弘至、OKUMURAと組んでラ・マスカラ、イホ・デル・ファンタズマ、エクトール・ガルサ組とCMLL世界トリオ王座を賭けて対決し、これに勝利して同王座に載冠、タイチにとって初のベルト奪取となった。
  - 21日の初防衛戦にて同王座に陥落、短命政権に終わった。
  - 23日、マキシモのキス攻撃を受けてしまったことから、因縁が勃発した。
  - 6月6日、CMLLのビッグイベントの一つとされているシン・サリダ興行のメインイベントでカベジェラ・コントラ・カベジェラマッチとしてマキシモと対戦し、メインイベントを務める。試合はパワーボムでピンフォール負けとなり丸坊主になったが、CMLLに参戦した日本人レスラーの中でも異例となる短期間での大出世であり、メキシコのプロレス界において一躍有名となった。

#### 小島軍（仮）時代
- 2010年
  - 12月、メキシコ遠征から帰国。
  - TAKAみちのく、NOSAWA論外と共に新日本に戻った小島聡の下に集い、ユニット「小島軍（仮）」を結成する[1]。
  - セコンドとして度々試合に介入したり、インタビューで小島を絶賛するなど太鼓持ちとして活躍する。
  - NEW JAPAN CUP以降、小島は真壁刀義とのシングルマッチの抗争を展開、それと同時に1対1の真剣勝負に執着するようになり、試合開始直前に小島にリングから追い出されるようになった事をキッカケに不信感を抱くようになった。
- 2011年
  - 1月30日、田口隆祐 & プリンス・デヴィット「Apollo55」が保持するIWGPジュニアタッグ王座に本来ならTAKA & NOSAWA組での挑戦予定だったが、TAKAの肩の負傷により代理出場した。
  - 3月20日、Apollo55のIWGPジュニアタッグ王座にTAKAと共に再挑戦、デヴィットのブラディサンデーを喰らいピンフォール負けを喫した。
  - 4月29日、広島大会で田口が保持するCMLL世界ウェルター級王座に挑戦したが、田口の新技に敗れた。

#### 鈴木軍時代
- 2011年
  - 5月3日に組まれた真壁と小島の試合後、タイチはTAKAと共に小島を襲撃した。乱入した鈴木みのると共闘を宣言し、新たに「鈴木軍」を結成した[1]。
  - タイチもこの頃から鈴木の異名である「世界一性格の悪い男」に因んで、「世界一性格の小ズルい男」と称された。
  - 9月11日、タイチはTAKAとのタッグでApollo55の所持するIWGPジュニアタッグ王座に三度挑戦。前日より田口の膝を負傷寸前まで追い込み、有利に試合を進めたものの、最後は田口からラ・マヒストラルでピンフォール負けを喫し、王座奪取は失敗に終わった。
  - 12月9日、J SPORTS CROWN〜ドリームマッチ〜ではファン投票でジュニアヘビー級ワーストワンとなり、ヘビー級ワーストワンとなったヒデオ・サイトーとのシングルマッチが組まれた。しかし、現れたのはヒデオではなくキャプテン・ニュージャパンで、キャプテンのデビュー戦の相手となった。
- 2012年
  - 6月、BEST OF THE SUPER Jr.最終戦の6人タッグマッチにて、タイチは獣神サンダー・ライガーのマスクの角と髪の毛をむしり取る暴挙を敢行、最後はタイチ式外道クラッチでライガーから3カウントを奪取した。
  - 6月16日よりTAKAと組んで空位となったIWGPジュニアタッグ王座を巡ってライガー、タイガーマスク組と対決。
  - 前回と同じようにタイチはライガーのマスクを破るが、その下から露わとなった鬼神ライガーに赤の毒霧を浴びせられ、さらにテーブルへのパワーボムを喰らってしまう。最後は、TAKAがタイガーからピンフォールを奪われ敗戦した。
- 2013年
  - 10月14日、キングオブプロレスリングにおいて、TAKAとのタッグでフォーエバー・フーリガンズ（ロッキー・ロメロ & アレックス・コズロフ組）に勝利し、第36代IWGPジュニアタッグ王者に輝いた。
  - 11月1日、新宿FACEにて行われるTAKAタイチ興行にて王座防衛戦を行うことを勝手に決定し、対戦相手に邪道 & 外道組を指名、防衛に成功する。
  - 11月17日、シアター1010で行われるTAKAタイチ興行第2弾において挑戦者に田中翔 (現:SHO) & 小松洋平 (現:YOH) 組を指名した。
  - しかしながら新日本プロレスおよびIWGP委員会からクレームがついたことにより、SUPER Jr. TAG TOURNAMENTを制したヤング・バックス（マット・ジャクソン & ニック・ジャクソン組）との防衛戦をPOWER STRUGGLEで行うこととなった。
  - 11月9日のPOWER STRUGGLE大阪大会でヤング・バックスに敗れ、IWGPジュニアタッグ王座から陥落した。
- 2014年
  - 1月4日、レッスルキングダム8において、4WAYタッグマッチでIWGPジュニアタッグ王座（王者組 : ヤング・バックス、挑戦者組 :  フーリガンズ、TIME SPLITTERS）に挑むも、敗北。
  - 5月、プライベートでの女性問題が発覚。団体から謹慎処分を下される。
  - 8月10日、G-1 CLIMAX 24 決勝戦 西武ドーム大会での第1試合、田口、タイガー、小島、天山広吉組とエル・デスペラード、TAKA、ランス・アーチャー、デイビーボーイ・スミスJr組の8人スペシャルマッチではセコンドとして髪型を変えて登場し、先日、飯伏幸太たちを裏切って鈴木軍入りをしたデスペラードと一緒に入場した。
- 2015年
  - 3月14日、プロレスリング・ノアGREAT VOYAGE 2015 in Tokyo 有明コロシアム大会において、小峠篤司を破りGHCジュニアヘビー級王座に輝き、その後4度の防衛に成功する。

#### ディーヴァを迎える
- 2015年
  - 12月23日、大田区総合体育館にて行われたGHCJr.ベルト5度目の防衛戦で石森太二を迎え撃つ。
    - タイチはこの時、初めてあべみほをディーヴァとして帯同し妖艶な演出で入場させた。これは、テレビ番組を観ていた際に出演していたあべみほが同じ北海道の出身であることから、ラブコールしたことがきっかけであった。

- 2016年
  - 6月18日、鈴木軍興行3　We are SUZUKIGUN 3後楽園ホール大会での田口、本間朋晃、真壁vsTAKA、タイチ、シェルトン・ベンジャミン戦において入場時に真壁に迫ったタイチのディーヴァでもあるあべみほのブラホックが外れ、あわや放送事故の惨事となった。その後、ホックを付け直す姿が神対応であると数々のネットニュースで話題となった[4]。
- 2017年
  - 再び新日本プロレスに戦場を戻してからもタイチは積極的にあべみほを試合に介入させ、リングサイドから妖艶な魅力と独特のファイトスタイルで主に田口を翻弄した。

#### ヘビー級転向
- 2018年
  - 1月23日、後楽園ホールで行われたタカタイチマニアにてデビュー15周年記念試合で、内藤と対決。試合はデスティーノに敗れたものの、バックステージにて内藤がタイチの試合ぶりを賞賛しヘビー級転向を薦めた。
  - 2月10日、大阪大会にてYOSHI-HASHIを倒した内藤を花道で背後から襲撃、タイチのヘビー級転向が明らかなものとなった。
  - 2月26日、新日本プロレスワールドにて春の最強戦士決定戦『NEW JAPAN CUP2018』への出場が発表され、初戦は棚橋とのシングルマッチが組まれた。
  - 3月6日、大田区総合体育館で行われた新日本プロレス旗揚げ記念興行にて正式にヘビー級へ転向して内藤と再戦。ヘビー級転向最初の技は急襲をかけ場外戦、内藤を花道へ引きずり出した後のステップキック→パワーボムホイップを放つも、最後は自らのスタンドマイクを脳天に振り下ろされ、デスティーノに敗れた。
  - その後、ヘビー級転向してから初のトーナメント戦となるNEW JAPAN CUP2018に初出場。
  - 3月10日、愛知県体育館大会でのNEW JAPAN CUP2018 1回戦、新日本プロレスへ所属してから初のメインイベントで棚橋と対決したが、ハイフライフローに沈んだ。
- 7月から8月にかけて開催されたG1 CLIMAXにはエントリーされなかった。このことからSNS上で賛否両論が渦巻いた[5]。
  - 9月17日、別府ビーコンプラザにて後藤洋央紀からNEVER無差別級王座を奪取する。ヘビー級転向後、初めての王座戴冠となった。
- 2019年
  - 1月5日、後楽園ホールで行われた10人タッグマッチで内藤哲也チームと対戦。最後はタイチがベルト攻撃からブラックメフィストで勝利[6]。この実力行使を経て2月3日の札幌大会で内藤の持つIWGPインターコンチネンタル王座へ挑戦することを内定した[5]。
  - 2月3日、北海道立総合体育センター（北海きたえーる）大会で行われたIWGPインターコンチネンタル選手権試合は入場中の内藤を飯塚高史によって襲撃させ一時はドクターチェックにまで追い込む。タイチも中盤まで王者の内藤を押していたが、終盤に挽回されて21分31秒、デスティーノからの片エビ固めで敗れた[7][8]。
  - 2月19日、『ジャイアント馬場没後20年追善興行』第4試合に出場[9]。試合後、馬場元子への愛憎含んだコメントと感謝を述べた。
  - 2月21日に行われた飯塚の引退試合で、タイチは鈴木と共にタッグパートナーを務めた。試合後には場内を徘徊する飯塚を呼び止め、マイクを握るよう促した（飯塚は答えず。）他、リング上に残されたアイアンフィンガーを回収した（事実上、飯塚からタイチへ継承された形となった。）。
  - 5月3日の福岡大会にて、ジェフ・コブを下し2度目のNEVER王座戴冠を果たす。だが、6月9日の大阪大会で石井智宏に敗れ初防衛はならなかった。
  - 昨年落選したG1 CLIMAXにはBブロックで選出。過去にシングル戦では一度も勝利したことがなかった内藤、石井に勝利を収めるなどと爪痕は残したが、結果は4勝5敗負け越しで予選落ちに終わった。
- 2020年
  - 2月2日、THE NEW BIGGING in SAPPORO2日目、北海きたえーる大会にてメインイベントでオカダ・カズチカと12年振りにシングルマッチを戦う。結果的に３カウントを奪われるも、嘗てのジャンボ鶴田やタイチの師匠である川田をも髣髴される動きを見せ、解説のミラノコレクションA.T.から「一人全日本か」と呼ばれる凄みを見せ、観客を魅了した。
  - 2月21日、後楽園大会のメインイベント終了後、IWGPタッグ王座を獲得した棚橋、飯伏幸太組をザック・セイバーJr.と共に襲撃。次期挑戦をアピールした。しかし団体はこの後、新型コロナウイルス感染拡大防止の為、興行活動完全停止措置が取られた事から、挑戦は先送りとなった。
  - 7月12日、大阪城ホールDOMINION in OSAKA-JO HALLの第6試合でIWGPタッグ王座を賭けて王者組（棚橋弘至&飯伏幸太）と対戦（パートナーはザック）。最後は棚橋に合体技を決め3カウントを奪取。IWGPタッグ王座第87代王者となった[10][11]。
  - 7月31日付けで正式に返上されたNEVER無差別級6人タッグ選手権の新王者組を決定する「第21代NEVER無差別級6人タッグ王座決定トーナメント」が8月6日～8月9日の後楽園ホール4連戦で開催され、ザックと金丸をパートナーに出場したが、8月7日に行われた1回戦で抗争中のゴールデンエース（棚橋＆飯伏）・マスター・ワト組に敗れた[12]。
  - 8月29日、SUMMER STRUGGLE in JINGUの第5試合（セミファイナル）で前王者組とのリマッチに臨み、王座初防衛に成功した[13]。
  - G1 CLIMAXにも2年連続でエントリーされ、地元北海道での公式戦で鈴木との同門対決に勝利した他、飯伏との最終戦では蹴り技だけで試合を組み立てるなど4勝5敗と負け越したものの、存在感を示した。
  - 11月、WORLD TAG LEAGUE 2020にIWGPタッグ王者としてエントリー。リーグ戦を勝ち越しで終えるも、予選で敗退してしまった。
- 2021年
  - 1月4日の東京ドーム大会でゲリラズ・オブ・デスティニーに敗れ、タッグ王座とアイアンフィンガーを奪われてしまう。
  - 2月10日、広島サンプラザホール大会にてリマッチが決定。アイアンフィンガーフロムヘルを取り戻すも、王者組に地獄突きを行い反則負けとなり、王座奪還とはならなかった。
  - 3月、NEW JAPAN CUP 2021にエントリーするも後藤洋央紀に敗北し、1回戦で姿を消した。
  - 5月3日、福岡国際センターにて、タマ・トンガとのアイアンフィンガーフロムヘル争奪ラダーマッチが決定した。最後はアイアンフィンガーを獲得し勝利。この試合は、獲得したアイアンフィンガーは封印するというルールの下行われた為、試合後に以前の持ち主であった飯塚のテーマ曲が流れた。そして翌4日、IWGPタッグ王座への再挑戦を表明した。
  - 5月24日、自身が新型コロナウイルスに感染していたことを公表した[14]。
  - 6月1日、ザックとのタッグで、後楽園ホール大会にてIWGPタッグ選手権に勝利。王座奪還に成功した。
  - 7月11日、真駒内屋内競技場大会にて、内藤&SANADA組を相手に初防衛戦を行うも、タイチのパートナーのザックが内藤のデスティーノで敗れ、王座から陥落してしまう。試合終了後、勝利コメント中の内藤&SANADA組の前に現れ、東京ドーム大会でのリマッチを表明。これにより2週間後の東京ドーム大会でのIWGPタッグ選手権、そして23日24日の大阪大会2連戦で前哨戦スペシャルシングルマッチ（22日vs内藤、23日vsSANADA）が決定した。
  - 7月22日、大阪大会初日では内藤に勝利するも、翌23日の2日目ではSANADAに敗北という結果となった。
  - 7月25日、東京ドーム大会にてIWGPタッグ選手権を行い、最後はザックが内藤をヨーロピアンクラッチで丸め込み勝利。2週間で王座奪還を果たした。
  - 9月5日、西武ドーム大会にて内藤&SANADA組、後藤&YOSHI-HASHI組との3wayマッチが行われ、タイチがYOSHI-HASHIにブラックメフィストを決め、王座防衛を果たした。
- 2022年
  - 1月4日の東京ドーム大会で後藤&YOSHI-HASHI組に敗れ、IWGPタッグ王座を失った。
  - 1月8日の横浜アリーナ大会で行われたノアとの対抗戦では、鈴木&TAKAとのタッグで杉浦貴&桜庭和志&矢野通[15] 組と対戦が決まった。

#### YouTuberデビューとKOPW戦線
- 2022年
  - 2月25日に、長い夢でもあったYouTubeでのゲーム実況をしたいという想いから、『聖帝タイチのゲーム実況チャンネル』を開設し、YouTuberデビューをした。開始当初は新日SSだけであった上、ソロでの配信をしていたが、後にチームメイトのエル・デスペラードや金丸義信にDOUKI、TAKAみちのくも出るようになった。ゲーム面としては、原神やFall Guysなどもやるようになった。更には、視聴者のスーパーチャットへのツッコミも誕生した。
  - 3月2日から開催のNEW JAPAN CUP2022は、初戦で矢野通に勝利するも、3回戦でオカダ・カズチカに敗れた。
  - 4月9日の両国国技館大会にて、矢野が保持するKOPW2022に挑戦。タイチ提案の｢ノーロープ場外押し出しマッチ｣が採用され、タイチが矢野を場外に押し出して勝利、KOPW2022第3代保持者となった[16]。
  - 4月25日の広島サンプラザホール大会にて、鷹木信悟を挑戦者にKOPW2022防衛戦を行った。タイチ提案の「30カウントピンフォールマッチ」（トータルで30カウントを獲得した選手の勝利）が採用されたが、鷹木に激戦の末30カウントを奪取され、防衛失敗した[17]。
  - 5月6日、後楽園ホールにてタカタイチマニア2.5を開催。タイチはヨシ・タツとタイチ＆ヨシタツ デビュー20周年記念スペシャルシングルマッチを行い勝利した[18]。
  - 6月12日の大阪城ホール大会DOMINION in OSAKA-JO HALLにて、鷹木へのKOPW2022リマッチに挑戦。「鷹木式10分無制限ピンフォールマッチ」（10分間でのピンフォールカウントが多い選手が勝利）にて敗れた[19]。
  - 7月16日から開催のG2 CLIMAX32は、Bブロックにて2勝4敗・勝ち点4で敗退した。
  - 9月12日、国立代々木競技場第二体育館にてTAKAみちのく30周年記念大会 タカタイチデスペマニアを開催。タイチはタイチ20周年記念スペシャルタッグマッチとしてヨシ・タツとタッグを組み、後藤洋央紀・田口隆祐組と対戦したが、ヨシ・タツがフォール負けを喫した[20]。
  - 12月14日の仙台サンプラザホール大会の試合後に、鈴木が2022年で鈴木軍を解散することを発表[21]。
  - 12月19日、国立代々木競技場第二体育館にてタカタイチ2人合わせて50周年記念興行（タカタイチマニア最終興行）を開催。タイチはメインイベントで鷹木へのKOPW2022に挑戦。「鷹木式ラストマン・スタンディング・ランバージャックデスマッチ」（3カウントフォールの後、ダウンカウントで10カウントも取った場合に勝利。選手が場外に落ちた際はセコンドによりリング内に押し戻される）にて激戦を繰り広げたが、鷹木に敗れ、鷹木がKOPW2022年間覇者となった[22]。
  - 12月23日の新日本年内最終興行である後楽園大会にて、メインイベントで「鈴木軍ファイナル」と銘打ったラストマッチを行い、鈴木軍が解散した[23]。

#### Just 5 Guys結成
- 2023年
  - 1月5日の大田区総合体育館大会にて、TAKA、DOUKI、金丸と共に新ユニット「Just 4 Guys」を結成[24]。
  - 2月4日の北海きたえーる大会で、ウィル・オスプレイとのシングルマッチに敗戦。
  - 3月2日から開催のNEW JAPAN CUP2023は、初戦でSANADAに敗れた。
  - 3月17日の後楽園ホール大会にて、NEW JAPAN CUP2回戦で内藤哲也との同門対決に勝利したSANADAがロス・インゴベルナブレス・デ・ハポンを脱退しユニットに加入[25][26]。5人組となったため、ユニット名を「Just 5 Guys」に改めた[27]。
  - 4月29日の鹿児島西原商会アリーナ大会レスリング薩摩の国にて、鷹木信悟が保持するKOPW2023に挑戦。「鷹木式トライアドマッチ」（ピンフォール、ギブアップ、KO、TKO（レフェリーストップ、セコンドのタオル投入など）、リングアウトの5つの中から3本先取した選手が勝利）にて43分40秒の激闘の末、3-2でタイチが勝利しKOPW2023第2代保持者となった[28]。
  - 7月15日から開催のG1 CLIMAX33は、Bブロックにて3勝4敗・勝ち点6で敗退した。
  - 9月25日の神戸ワールド記念ホール大会にて、SHOを挑戦者にKOPW2023防衛戦を行った。タイチ提案の｢時間無制限セコンド手錠拘束マッチ」が採用されたが、欠場中の金丸の裏切りがあり防衛失敗した[29]。これにより、金丸がJust 5 Guysを離脱してHOUSE OF TORTURE（H.O.T）に加入。ユニット名は一時Just 4 Guysとなるが、新メンバー"X"の加入が確定したことでJust 5 Guysに戻った。
  - 10月9日の両国国技館大会DESTRUCTION in RYOGOKUにて、"X"こと、インパクト・レスリングに海外遠征していた上村優也がJust 5 Guysに加入。タイチ・DOUKI・上村のタッグでH.O.Tの金丸・SHO・高橋裕二郎組に勝利した[30]。
  - 11月7日の山形ビッグウイング大会NEW JAPAN ROADにて、SHOへのKOPW2023リマッチに挑戦。SHO考案とファン投票による「金丸義信レフェリーマッチ」で、金丸のレフェリングに苦戦するもSHOの誤爆で金丸を排除し、最後は代理で入ったレッドシューズ海野の3カウントで勝利。KOPW2023第4代保持者となった[31]。
  - 12月21日の後楽園ホール大会JRA有馬記念 presents Road to TOKYO DOMEにて、金丸を挑戦者にKOPW2023防衛戦を行った。タイチ提案の｢ウィスキーボトルラダーマッチ」（ラダーを使用。ウィスキーボトルがリング上空に吊るされ、最初に手にしたものが自由に使える）を採用。金丸にウィスキーボトルを獲得され、Just 5 GuysとH.O.Tの総力戦の様相となり、最後はブラックメフィストで金丸から3カウントを奪取。タイチがKOPW2023を防衛し、KOPW2023年間覇者となった[32]。
- 2024年
  - 2月24日、北海きたえーる大会THE NEW BIGGING in SAPPORO2日目にて、Just 5 Guysとロス・インゴベルナブレス・デ・ハポンの5番勝負が行われ、タイチは鷹木と「負けたほうがYouTubeチャンネルを削除」という条件でのシングルマッチを戦った。タイチがバックドロップホールドで勝利し、自身のチャンネルを守った。バックステージでは、タイチは鷹木がチャンネルを削除する代わりに、タイチのチャンネルに鷹木が出演することを提案した[33]。
  - 2月28日、北海きたえーる大会の結果を受け、タイチのYouTubeチャンネルにて「鷹木ケジメ生配信」と題した配信を実施。鷹木を招いて視聴者参加型の『Fall Guys』対決を行った[34]。3月1日には鷹木が自身のチャンネルにて、チャンネル継続の報告とファンに心配をかけたことへの謝罪を行った[35]。
  - 3月6日から開催のNEW JAPAN CUP2024は、H.O.Tの乱入により初戦で成田蓮に敗れた[36]。
  - 7月3日、後楽園ホール大会NEW JAPAN SOUL 2024にて、G1 CLIMAX 34 Bブロック出場者決定トーナメントに出場。準決勝でTJPを下すも[37]、7月5日（東京武道館大会）の決勝でボルチン・オレッグに敗れ、G1出場を逃した[38]。
  - 11月4日、大阪府立体育会館（エディオンアリーナ大阪）大会POWER STRUGGLEにて、デビッド・フィンレーが所持するIWGP GLOBALヘビー級王座に挑戦。しかし試合中にSANADAの裏切りに遭い敗れた。試合後、SANADAはJust 5 Guysを離脱し、フィンレー率いるBULLET CLUB WAR DOGSへ加入[39]。
- 2025年
  - 3月8日から開催のNEW JAPAN CUP2025は、初戦でゲイブ・キッドと対戦し、ゲイブと敵対するH.O.Tの乱入により不本意なリングアウト勝利を収めた[40]。準々決勝はかつての盟友であるザック・セイバーJr.と対戦するも一歩及ばず敗退。試合後には互いの健闘を称え合う姿が見られた[41]。
  - 3月17日、棚橋弘至から本隊とJust 4 Guysの共闘を呼びかけられた[42]。3月20日にはBULLET CLUB WAR DOGSとの試合後に暴行を受けたところを本隊に救出され、Just 4 Guysと本隊の共闘関係が決定的なものとなった。タイチはリング上で、これまで因縁のあった石井智宏と握手を交わした[43]。
  - 5月7日、後楽園ホールにて復活となるタカタイチマニアIVを開催[44]。タイチは第6試合にて石井とタッグを組み、秋山準（DDTプロレスリング）・ザック・セイバーJr.組と対戦。レフェリーには和田京平、特別解説には川田利明を迎えた。30分フルタイムドローながら、1990年代の全日本プロレスマットを想わせる技の攻防で会場を大いに沸かせた。試合後には、タイチが秋山に感謝を述べると共に、シングルでの対戦をアピールした[45][46]。
  - 6月15日、大阪城ホール大会DOMINIONにて、石井とのタッグでカラム・ニューマン、グレート-O-カーン組が所持するIWGPタッグ王座に挑戦し勝利。IWGPタッグ王座第110代王者となった[47]。しかし、同大会ではDOUKIがJust 4 Guysを離脱しH.O.Tに加入[48]。このことから、バックステージでの上村の提案を受けて本隊加入を決意。Just 4 Guysは解散となった[47]。

#### 本隊加入
- 2025年
  - 6月18日の青森県武道館大会にて、上村優也、田口隆祐とタッグを組みUNITED EMPIREと対戦。上村がフォール勝ちし、本隊としての初戦を白星で飾った[49]。
  - 6月23日の後楽園ホール大会NEW JAPAN SOUL 2025にて、G1 CLIMAX 35 Aブロック出場者決定戦に出場するも、カラム・ニューマンに敗れ、G1出場を逃した[50]。
  - 7月6日の後楽園ホール大会NEW JAPAN SOUL 2025にて、後藤洋央紀の負傷によるG1欠場を受けてAブロック出場者決定ガントレットマッチが行われ、タイチが出場。最終的にタイチが石井智宏との決戦を制し、2年ぶりとなるG1出場を決めた[51]。

## 得意技
姑息なファイトスタイル が中心である一方、躍動感のある技やタイチの師でもある川田を彷彿とさせるハードヒットな蹴り技を駆使した闘い方も要所要所で見せることもある。ヘビー級転向後は、よりハードヒットなスタイルが強くなり、クリーンな勝利を挙げる試合も多くなっている。

### フィニッシュ・ホールド
ブラックメフィスト
現在のタイチのフィニッシャー。CIMAの得意技であるシュバインのように相手を逆さまにかつぎ、相手の足を交差させてマットに垂直落下気味に落とし脳天から後頭部にかけてダメージを与える変形の水車落とし。CIMAのシュバインは胴タックルから抱え上げるのに対し、タイチのブラック・メフィストは相手の股に頭を突っ込んで持ち上げる。名前の由来は、タイチの師匠でもある川田の海外遠征時代の時のリングネームから。タイチの最上位のフィニッシュホールドとして、後述の天翔十字鳳・タイチ式ラストライド・タイチ式外道クラッチを全てキックアウトされた場合の切り札として使用する。
トラース・キック（天翔十字鳳）
ヒールターンしてからも愛用し続ける蹴り技のひとつ。タイチの場合は、コスチュームのロングタイツを剥ぎ取ってショートタイツに変身する際に放つが剥ぎ取るまでに時間が掛かり、相手に余裕を与え、返り討ちに合うこともある。
2016年頃より、両腕を横に広げる独特の構えから繰り出すトラース・キックを天翔十字鳳の名前で使用している。相手に避けられることも多いが、命中した場合は3カウントを取れる場合もある。
技名の由来は漫画『北斗の拳』の敵、聖帝サウザーの拳法・南斗鳳凰拳奥義から取られており、トラースキックを放つ際の構えもサウザーが技を出す際の構えを真似たものとなっている。
タイチ式ラストライド
ラストライドを決めてから自分の体を滑らせるように相手に乗せ、エビ固めで固める。タイチの師匠・川田の渾身パワーボムと同様の固め方。この技で3カウントを取れる事もあり、フィニッシュホールドとしても使用。
垂直落下式パワーボム（三冠パワーボム）
タイチの師匠でもある川田のオリジナル技で、ヘビー級転向後に使用。
タイチ式外道クラッチ
外道クラッチと同型のフォール技。尾崎仁彦リングアナウンサーが外道クラッチとアナウンスしたところ、タイチのパートナーのTAKAが「牧クラッチだよ!」と抗議することがあった。
それ以降は何度か呼び名が移り変わり、現在の技名に定着した。タイチの場合は、レフェリーのブラインドを突いて急所攻撃を見舞ってから移行するのが主流となっている。
地獄突き（アイアン・フィンガー・フロム・ヘル）
引退した飯塚が使用していた鉄製グローブをはめての地獄突き。
凶器攻撃の一種の為か、基本的にレフェリーのブラインドを突いて行われ、発見された場合は即反則負けとなってしまう。
だが、2021年5月3日のタイチVSタマ・トンガとのアイアンフィンガーフロムヘル争奪マッチにおいてタイチが勝利し、アイアンフィンガーは封印された。

### 打撃技
エルボー
エルボー・スタンプ
バックエルボー
横綱式カチ上げエルボー
2021年7月22日の内藤戦で初披露。同年の大相撲七月場所で復活優勝を飾った横綱の白鵬関が千秋楽で見せた動きを真似た物。四股を踏み、立会いの状態から相手に突進をかけ見舞うエルボー。試合の最終盤、タイチのフィニッシュ・ホールドへ繋げる際に多用する。2022年のNEW JAPAN CUP以降は、相手を仕留めるフィニッシュ技として使用する機会も増えた。
逆水平チョップ
ジャンピングハイキック
対戦相手の顔面をジャンプして蹴りつける荒技。
師匠でもある川田を彷彿とさせる技の一つ。時折、師匠ばりの叫び声を上げながら蹴りつける。
スライディングキック
ロープへ跳んで助走をつけ尻餅を着かせた相手の左側頭部を足の甲で捕らえる。時折、フィニッシュ技としても用いられる。
バズソーキック
中腰の相手に放つ側頭部への回し蹴り。試合中盤に放つケースが多い。
フロントハイキック
タイチの師である川田が得意とするコーナーへの串刺し式も使用している。
アックスボンバー
大森隆男から採用「アックスボンバー!」と叫びながら串刺し式で繰り出す。タッグマッチの際は、両腕で二人同時に叩きつける型も見せる。鈴木軍の試合では、タイチの串刺し式アックスボンバーを皮切りに他のメンバーが「アックスボンバー!」と叫びながらフロントハイキックやフライングエルボーなど、アックスボンバーとは関係のない技を串刺し式で浴びせていく連携も行われる。
邪外殺し
ニーブレスを身に着けての膝蹴り。2013年上半期より使用していた技。
ドロップキック
タイチのドロップキックは打点が高く、フォームも美しい。ヒール転向後は全く見られなくなったが、2020年2月2日のオカダ・カズチカ戦で放った。
ステップキック
これもタイチの師である川田が得意とする蹴り技の一つ。相手の頭を抑えつけ、顔面を小刻みに蹴り上げる。
サッカーボールキック
各種キック
ローキック、ミドルキック、ハイキック、ローリング・ソバット
マトリックス
相手をコーナーにスルーし、助走をつけながらセカンドロープに足を乗せながらロープを踏み台にして軽く跳躍した後、振り上げた足の甲で相手の側頭部を捕らえる。
マトリックス2
マトリックスの改良版。上述の通りに跳躍し、ドロップキック気味に相手の胸を蹴り上げる。

### 投げ技
ブレーンバスター
雪崩式ブレーンバスター
パワーボム
タイチ式ライガーボム
タイチの数少ない力技のひとつ。対角コーナーから走り叩きつけるサンダー・ライガーボムの形になることもしばしば。
ダークメタモルフォーゼ（とも〜み推し）
トップロープの反動を利用した2段階式パワーボム。名前の由来はタイチが元AKB48の河西智美のファンであることにより、河西のニックネームから。
デンジャラス・バックドロップ
ヘビー転向後に使われ出した技。タイチの場合、頭から急角度に落とすことが多い。ジャンボ鶴田の一連のパフォーマンスからバックドロップホールドも放つことがある。
スイングDDT
試合中盤で放つことが多い技。回転途中に右手でサードロープを掴んで自身の身体を振り上げ落差を増す。
フランケンシュタイナー
相手に側方から飛び付いて旋回しつつ身体を捻って投げ捨てる。ヒール転向後は全く見られなくなった。
タイチ式ラスト・オブ・ザ・ドラゴン
タイチ式俺が田上
上手投げ

### 関節技
聖帝十字陵
ストレッチプラムと同形の関節技。時折フィニッシュホールドとして用いられることもある。
こちらもトラースキックと同様に技名は、北斗の拳よりサウザーが劇中で作った（正確には作らせた）、ピラミッドを模した師の墓の名前が由来。
鬼葬
飛びついて腕と足を極める複合サブミッション。

### 反則技
ロー・ブロー
ロー・ブロー・キック
凶器攻撃
主に入場時に使用しているマイクスタンドを、試合中にレフェリーのブラインドをついて使用。また、場外では椅子や机、ゴングを叩く木槌、中継カメラの配線コードで首を絞めるなどを使うことも多い。
飯塚高史の引退後からは2019年の引退時まで飯塚が使用していたアイアンフィンガー・フロム・ヘルを持参している。
チョークスリーパー攻撃
喉輪
2020年以降、試合の展開関係なく多用している技。自身が好角家であることや、自らのルーツの全日本プロレスで活躍した元力士・田上明の得意技であったことから、使用・その名が付いているが、実際は反則のチョーク攻撃である。
レフェリーはチョーク攻撃として反則カウントを取るが、タイチは「お前新人だろ！」「今のはチョークじゃねえ。チョークはこうだ！」と言ってさらに相手にダメージを重ねる展開が一種のお約束となっている。因みに「新人だろ」と言う相手は、レフェリーが本当に新人だろうとベテランだろうと関係無く言い放つ（マーティー浅見レフェリーにも普通に言ったりする）

### 合体技・連携技
ミラノコレクションA.T.
スーパースクラップキック
サンドイッチ式のトラースキック。膝をつきグロッキーになった相手の両脇を陣取り、同時にトラースキックを発射し相手の頭部を挟み打つ。
ユニオーネの竜巻
タイチが羽交い絞め、その隙にミラノがドラゴンスクリューを放つ。羽交い絞めし身動きが取れなくなったことでドラゴンスクリューの適切な受身を取れなくするため、靭帯へのダメージは相当なものと言える。
TAKAみちのく
みちのくメフィスト
ブラックメフィストとみちのくドライバーIIの複合技。ブラックメフィストの要領で担ぎ上げたタイチの正面に回ったTAKAがみちのくドライバーIIの形で相手を抱え込み、相手を頭から落下させる。
トレイン式アックスボンバー
タイチがコーナーにいる相手にアックスボンバーを放ち、TAKAが膝蹴りを放つ。これにデスペラードが加わるとキャノンボールを放つ。タイチ以外の鈴木軍メンバーが「アックスボンバー!」と叫びながら、全く違う技（ニーバット、エルボー、ボディスプラッシュなど）を放つパターンもあり、最終的には対戦相手も「アックスボンバー!」と叫びながら別の技を繰り出して返されることもある。
鈴木みのる
ローフライフロー
タッグマッチ時、鈴木のアシストで放たれる低空式ボディプレス。試合権利があるタイチがダウンしている時、鈴木が介入して相手をゴッチ式パイルドライバー等でダメージを与え、タイチを強引に相手の上に投げ飛ばしそのままフォールさせる。名称は、棚橋のフィニッシュホールドでもあるハイフライフローから。
エル・デスペラード
13y5（トレッセイシンコ）
デスペラードがギターラ・デ・ラ・ムエルタの態勢に入ったところからタイチが背後からブラックメフィストの態勢を取り、タイミングをあわせ同時に相手をマットに叩きつける連携技。
金丸義信
ハイボールW
タイチがラストライドを決めてから金丸がディープインパクトを決める連携技。
白角
タイチがパワーボムで相手を寝かせ、金丸がトップロープからムーンサルトプレスを決める連携技。
ザック・セイバーJr.
天翔ザックドライバー
ザックがザックドライバーで持ち上げ、タイチが相手の頭部に天翔十字鳳を決めたあと頭から落下させる合体技。
ザックメフィスト
上記のみちのくメフィストと同型。
俺とザック
俺が田上をもじったもの。タイチが喉輪落とし、ザックはバックドロップの形で相手を捉え、同時に投げ叩きつける連携技。

## タイトル歴
新日本プロレス
- NEVER無差別級王座（第20代、第25代）
- IWGPジュニアタッグ王座（第36代, w / TAKAみちのく、第50代, w / 金丸義信）
- IWGPタッグ王座（第87代、第89代、第91代, w / ザック・セイバーJr.、第110代, w / 石井智宏）[10][47]
- KOPW2022保持者（第3代）
- KOPW2023覇者（第2代、第4代保持者）

全日本プロレス
- 熊秋祭記念タッグトーナメント 優勝（2004年, w / 川田利明）

プロレスリング・ノア
- GHCジュニアヘビー級王座（第29代）[53]

CMLL
- CMLL世界トリオ王座（第21代, w / 棚橋弘至 & OKUMURA）

プロレス大賞
- 最優秀タッグチーム賞（2021年, w / ザック・セイバーJr.）

## 人物
- 趣味は大相撲観戦、ゲーム、スロット。
  - 好きな力士は稀勢の里[54]。2022年以降は若元春、若隆元も贔屓にしている[55]。
  - 白鵬とも面識があり、2021年7月場所千秋楽結びの一番の照ノ富士戦で見せたかち上げが物議を醸した際は、品格面を問われていた白鵬の勝利に拘る姿勢を擁護した一方でかち上げの激しさそのものについては唖然としていたが[56][57]、上述の通りこの取組をモチーフにした横綱式カチ上げエルボーとして自らの技に取り入れている。
  - この他にも四股を踏む、上手投げといった相撲のムーブを行うことがある。
  - 好きなゲームは「GTA5」、「地球防衛軍5」、「大相撲ごっつぁんバトル」、「ファイヤープロレスリングワールド」。
  - 好きなスロット台はアナザーゴッドハーデス。最高獲得枚数は20,914枚。
- 『陸海空 地球征服するなんて』に出演したことがきっかけでドローンを購入した。
- 鈴木軍時代はあべみほをディーヴァとして起用し帯同していた。
- スターダムに所属していた山口菜緒は友人である、あべみほの試合を観戦してからプロレスラーを志し、デビュー戦ではタイチ直伝のアックスボンバーを放った。
- 独特のヒールファイトが特徴で、観衆からは「タイチは帰れ！」というブーイングを浴びせられていたが、2018年にヘビー級に転向してからは「レッツゴータイチ！」のチャントが発生するようになった。
- 『北斗の拳』の登場人物サウザーの技名や台詞をギミックの一部に取り入れている。
- 鈴木軍時代は金丸義信、エル・デスペラードと酒を飲んでいる様子をよくTwitter上に投稿していた。また金丸、デスペラードとはTwitter上でリプライや引用リツイートのやり取りをしているほか、トータルテンボスのYouTubeチャンネル「SUSHI★BOYS」にも3人でゲスト出演した。
- 上記の金丸、デスペラード以外にも、Twitter上では後藤洋央紀、田口隆祐などとも頻繁にリプライや引用リツイートのやりとりをしている。また、2019年にはゴーストリコン ブレイクポイントでSANADAそっくりのキャラクターを作成してこれを「サナやん」と呼称し、これに本人が「#sanaやん」のタグで反応するなどといったやりとりも見せている。また、田口の日記に登場する「巨乳ちゃん」という架空のキャラクターを使って田口、SANADAと日記上でクロスオーバー現象も起こしている。
- 飛行機が苦手で地方興行の際は陸路移動をしている。北海道に帰省する際も同様で、この場合は鉄道を利用している。

## 入場テーマ曲
- 「pageant」（Moi dix Mois） - 現在のテーマ曲。鈴木軍結成後は鈴木の入場曲である風になれとミックスされたバージョン、飯塚高史の入場曲とミックスされたバージョンも使用する。2014年6月まではインストゥルメンタル版を使用していたが、6月以降はボーカル入り版を使用し、エアボーカルパフォーマンスをするようになった。新日本プロレスワールドでは当初は著作権の影響で2015年までは無音で、2016年内から2017年1月末までは別の曲に差し替えられたが、2017年2月5日からボーカル入り版が普通通りに流れるようになった。
- 「forbidden」（Moi dix Mois）
- 「季節の中で」（松山千春） - デビュー当初に使用
- 「OBSCURE」（Dir en grey）

## メディア出演

### テレビ
- 陸海空 こんな時間に地球征服するなんて（EX）
- 簡単なお仕事です。に応募してみた 第4話（日本テレビ）
- 新日ちゃん。（テレビ朝日）
- 新日ちゃんぴおん。（テレビ朝日）- 定期出演

### Web
- dTVオリジナルドラマ「不能犯」（2017年12月、dTV） - 箕輪 修役[58]